# حزب عدالت (کره جنوبی)
حزب عدالت (کره‌ای: 정의당; هانجا: 正義黨; لاتین‌نویسی اصلاح‌شده: Jeonguidang) یک حزب سیاسی در کره جنوبی است. این حزب در تاریخ ۲۱ اکتبر ۲۰۱۲ بنیان‌گذاری شد.